# Espen Sandberg
Espen Sandberg, född 17 juni 1971 i Sandefjord, är en norsk filmregissör, reklamfilmsproducent och filmproducent, som tidigare har samarbetat med barndomsvännen Joachim Rønning under namnet Roenberg (en sammanslagning av de bägge männens efternamn). Duon är känd för att ha regisserat filmer som Max Manus och Pirates of the Caribbean: Salazar's Revenge.
Sandberg har tidigare studerat tillsammans med Joachim Rønning vid Stockholms Filmskola, där de tog sin examen år 1994. Sedan några år tillbaka ägnar sig de båda männen åt att göra soloprojekt.

## Filmografi (i urval)

### Film och TV (medJoachim Rønning)
- 2006 – Bandidas
- 2008 – Max Manus
- 2012 – Kon-Tiki
- 2014 – Marco Polo (TV-serie)
- 2017 – Pirates of the Caribbean: Salazar's Revenge

### Soloprojekt
- 2019 – Amundsen